# Knud Togeby
Knud Togeby   (Haslev, 28 de gener de 1918 - Hillerød, 27 de desembre de 1974), nom complet Knud Dag Nielsen Togeby, fou un romanista i hispanista danès.

## Vida i obra
Togeby va estudiar el batxillerat a Svendborg i després a la Universitat de Copenhaguen on tingué per professors els romanistes Kristian Sandfeld, Viggo Brøndal i, també, el lingüista Louis Hjelmslev. Es va doctorar també a Copenhaguen amb la tesi Structure immanente de la langue française on aplicà les teories de Hjelmslev al francès. Després de ser professor en l'ensenyament secundari, fou catedràtic de Filologia Romànica a la Universitat de Copenhaguen a partir de 1955.
La seva recerca tingué diversos camps, literaris i lingüístics. Publicà sobre el Quijote, edità textos francesos medievals (Ogier le Danois), i publicà sobre lingüística des de diverses perspectives (gramàtica descriptiva i històrica; del francès i de l'espanyol).
Ell i la seva dona van morir en un accident de cotxe. Per això deixà una gramàtica francesa sense publicar, que va ser represa i publicada pòstumament.

## Publicacions
- (Ed.) Moderne danske og norske Digte. Copenhagen 1948
- Structure immanente de la langue française (Copenhagen 1951, 2a ed. París 1965)
- Mode, aspect et temps en espagnol. Copenhagen 1953, 3a ed. 1975
- L'Oeuvre de Maupassant:. Copenhagen / París 1954
- La composition du roman Don Quijote. Copenhagen 1957 (Traduïda a l'espanyol: La estructura del Quijote. Sevilla 1977, 2a ed. 1991)
- (ed.) Dansk lyrik 1915–1955. Antologi. Copenhagen 1957, 1961
- Litteraere renaessancer i Frankrigs middelalder. Copenhagen 1960
- Fransk Grammatik. Copenhagen 1965
- (ed.) La glossématique. L'héritage de Hjelmslev au Danemark. In: Langages. 6, 1967
- (ed.) Ogier le Dannoys. Roman en prose du XVe siècle. Copenhagen 1967
- Ogier le Danois dans les littératures européennes. Copenhagen 1969
- Kapitler af fransk litteraturhistorie. Kronik og kritik. ed. per Hans Boll Johansen, 2 vols., Copenhagen 1971
- Précis historique de grammaire française. Copenhagen 1974
- Grammaire française. ed. per Magnus Berg, Ghani Merad et Ebbe Spang-Hanssen, 5 vols., Copenhagen 1982–1985